# Rezolucija Vijeća sigurnosti UN-a 1034
Rezolucijom Vijeća sigurnosti UN-a 1034, jednoglasno usvojenom 21. prosinca 1995. godine, nakon podsjećanja na prethodne rezolucije uključujući i Rezoluciju 1019 (1995.), Vijeće je raspravljalo o kršenju međunarodnog humanitarnog prava u bivšoj Jugoslaviji, posebno u Bosni i Hercegovini.
Vijeće sigurnosti osudilo je neuspjeh snaga bosanskih Srba da poštuju odredbe Rezolucije 1019. Glavni tajnik je izvijestio o kršenjima ljudskih prava u Srebrenici, Žepi, Banjoj Luci i Sanskom Mostu i pronašao dokaze o pogubljenjima, silovanjima, masovnom protjerivanju, proizvoljnom pritvaranju, prisilnom radu i nestancima. Vijeće je istaknulo da osobe optužene od strane Međunarodnog kaznenog suda za bivšu Jugoslaviju (ICTY) uspostavljenog Rezolucijom 827 (1993.) neće moći sudjelovati na izborima u Bosni i Hercegovini.
Najoštrije su osuđena sva kršenja međunarodnog humanitarnog prava, a posebno ona koja su počinili bosanski Srbi, jer postoje dokazi da su oni pogubili veliki broj muškaraca iz Srebrenice. Vijeće je zahtijevalo da međunarodne organizacije poput Međunarodnog odbora Crvenog križa imaju pristup zatvorenicima, izbjeglicama i raseljenim osobama. Kršenja humanitarnog prava i ljudskih prava u Srebrenici, Žepi, Banjoj Luci i Sanskom Mostu od srpnja do listopada 1995. bit će u potpunosti istražena od strane nadležnih agencija Ujedinjenih naroda i drugih organizacija.
Napomenuto je da je ICTY podigao optužnice protiv čelnika bosanskih Srba Radovana Karadžića i Ratka Mladića za zločine počinjene nad bosanskim Muslimanima. Od strane bosanskih Srba zahtijevalo se da odmah i neograničeno pristupi regiji u svrhu istrage. Sve strane, a posebno bosanski Srbi, morale su sačuvati dokaze bez uništavanja i skrivanja, a zahtijevalo se i zatvaranje svih zatočeničkih centara.
Vijeće sigurnosti također je osudilo raširenu pljačku i uništavanje imovine koje su provele hrvatske snage oko Mrkonjić Grada i Šipova, zahtijevajući da se prestane i da se počinitelji prekršaja pozovu na odgovornost. Također je zahtijevao da se sve strane suzdrže od postavljanja nagaznih mina, posebno u područjima koja su pod njihovom kontrolom, te da stvore uvjete za povratak izbjeglica.

## Vanjske poveznice
| Wikizvor | Engleski Wikizvor ima izvorni tekst na temu: United Nations Security Council Resolution 1034 |

- Text of the Resolution at undocs.org